# Кусак Бонвал
Кусак Бонвал (фр. Coussac-Bonneval) насеље је и општина у централној Француској у региону Лимузен, у департману Горња Вијена која припада префектури Лимож.
По подацима из 2011. године у општини је живело 1330 становника, а густина насељености је износила 19,93 становника/km². Општина се простире на површини од 66,73 km². Налази се на средњој надморској висини од 343 метара (максималној 454 m, а минималној 280 m).

## Демографија
| 1962. | 1968. | 1975. | 1982. | 1990. | 1999. | 2011. |
| ----- | ----- | ----- | ----- | ----- | ----- | ----- |
| 1.861 | 2.008 | 1.723 | 1.605 | 1.447 | 1.379 | 1.330 |

График промене броја становника у току последњих година